# 北山悦史
北山 悦史（きたやま えつし、1945年7月27日 - ）は、日本の官能小説家。本名松永 徹。

## 人物と作風
学習塾を経営しながら小説を書き、1977年に官能小説家としてデビュー。これまでに発行された著書は数百冊を超える。
「 官能小説大賞 」 「 日本文芸家クラブ大賞 」 「 報知新聞社賞 」 を受賞。
気功家としても活動している。

## 主著
- 『美母の誘惑』（2010年）
- 『母と叔母』（2008年）
- 『占い師天峰悦び癒し』（2011年）
- 『金四郎桃色秘帖 桜吹雪の女』（2009年）
- 『秘本卍』（2006年）

## 電子書籍
- 『兄嫁の香り』（2007年）
- 『カフェの未亡人』（2008年）
- 『占い師天峰 悦び癒し』（2014年）